# Schwarza (Ilm)
Die Schwarza ist ein etwa 13 Kilometer langer rechter Zufluss der Ilm in Tannroda im Landkreis Weimarer Land.

## Verlauf
Sie entspringt am Nordhang der Kottenhainer Höhe östlich von Neudörnfeld in etwa 435 Meter Höhe. In westlicher Richtung durchfließt sie Neudörnfeld, wendet sich nach Norden und durchfließt Rottdorf. Erneut westlich wendend tangiert die Schwarza das Stadtgebiet von Blankenhain, das sie südlich der Altstadt durchfließt. Anschließend fließt die Schwarza durch den gleichnamigen Ort Schwarza. Bevor sie in Tannroda von rechts in die Ilm einmündet bietet das Flüsschen einen malerischen Anblick, während es mäandernd den Weg von Thangelstedt nach Tannroda zurück legt. Die Mündung liegt in etwa 285 Metern Höhe und wurde im Mittelalter von der Burg Tannroda aus überwacht. Im Schwarzatal verlief ein Handelsweg von Kranichfeld nach Jena, der heute durch die Landesstraße 1060 von Tannroda nach Magdala entlang des Schwarzatals nachvollzogen wird.

## Namensherkunft
Hergeleitet wird der Name vom alt- und mittelhochdeutschen swarz (schwarz). Der Grund für die Namensgebung ist unbekannt. Er könnte sich aber auf die Farbe des Bachlaufes ebenso wie auch die Dunkelheit der dichten Wälder entlang des Bachs beziehen.